# Song Joong-ki
Song Joong-ki (* 19. September 1985 in Daejeon) ist ein südkoreanischer Schauspieler und Moderator. Bekanntheit erreichte er mit den koreanischen Fernsehdramen Sungkyunkwan Scandal und Deep Rooted Tree, als Moderator der Musikshow Music Bank und als Teilnehmer in der Variety-Show Running Man.

## Leben
Song Joong-ki besuchte die Daejeon St. Mary Grundschule, die Hanbat-Mittelschule und die Antarctic Former High School. Er graduierte von der Sungkyunkwan-Universität im Fach Betriebswirtschaftslehre.
Sein Debüt erfolgte 2008 mit einer Rolle im Film Frozen Flower, wonach er vom 7. August 2009 bis zum 19. November 2010 Moderator der Musikshow Music Bank des Fernsehsenders KBS wurde. 2010 spielte er die Rolle von Goo Yong-ha im Historiendrama Sungkyunkwan Scandal, das seine Alma Mater thematisiert. Des Weiteren übernahm er die Rolle von König Sejong in Deep Rooted Tree 2011. Von 2010 bis 2011 war er außerdem regulärer Teilnehmer der Show Running Man.
Im März 2012 wurde Song für einen Tag zum ehrenamtlichen Beamten im Steueramt des Yongsan Districts (Seoul) ernannt, anlässlich des 46. Steuerzahler-Tages, der in Korea begangen wird. Im Juni wurde angekündigt, dass Song zusammen mit Running Man Co-Star Lee Kwang-soo in der TV-Serie Nice Guy die Rolle von Kang Ma-roo übernehmen wird, das im August 2012 ausgestrahlt wird. Außerdem ergatterte Song die Hauptrolle im Film A Werewolf Boy, der auf den 37. Toronto International Film Festival 2012 gezeigt wurde.
Am 27. August 2013 begann Song seinen Wehrdienst in Chuncheon abzuleisten, welcher bis zum 26. Mai 2015 andauerte.
Sein Fernsehserien-Comeback gab Song 2016 in Descendants of the Sun an der Seite von Song Hye-kyo. Am 5. Juli 2017 gaben er und Song Hye-kyo, seine Filmpartnerin aus Descendants of the Sun, nach langen Spekulationen über eine Beziehung ihre Verlobung über ihre Agenturen bekannt. Im Oktober 2017 heirateten sie. Allerdings ließen sie sich im Juli 2019 scheiden.
In dem Science-Fiction-Film Space Sweepers unter Regie von Jo Sung-hee spielt Song an der Seite von Kim Tae-ri die Hauptrolle.  Dieser Film sollte ursprünglich 2020 in den Kinos anlaufen. Aufgrund der weltweiten COVID-19-Pandemie kam der Film nicht in die Kinos und wurde stattdessen vom Streamingdienst Netflix ab dem 5. Februar 2021 zur Verfügung gestellt.
Im Januar 2023 heiratete Song die Schauspielerin Katy Saunders. Im Juni 2023 brachte Saunders ihren gemeinsamen Sohn zur Welt.

## Filmografie

### Filme
- 2008: A Frozen Flower
- 2009: Five Senses of Eros
- 2010: Hearty Paws 2
- 2011: Penny Pincher
- 2012: The Grand Heist
- 2012: A Werewolf Boy
- 2017: The Battleship Island (군함도 Gunhamdo)
- 2021: Space Sweepers
- 2023: Hopeless
- 2024: My Name Is Loh Kiwan (Netflix)
- 2025: Bogotá (Netflix)

### Fernsehserien
- 2008: My Precious Man (KBS2)
- 2008: Love Racing (YTN)
- 2009: Triple (MBC)
- 2009: Will It Snow For Christmas? (SBS)
- 2009: Quadruplets (MBC)
- 2010: Sungkyunkwan Scandal (KBS2)
- 2010: OB/GYN Doctors (SBS)
- 2011: Deep Rooted Tree (SBS)
- 2012: Nice Guy (KBS2)
- 2016: Descendants of the Sun (KBS2)
- 2019: Arthdal Chronicles 1–3 (Netflix)
- 2021: Vincenzo (tvN)
- 2022: Reborn Rich (JTBC)
- 2024: Queen of Tears (Netflix, Auftritt als Vincenzo)

### Variety-Shows
- Pretty Boys: A Wrong Situation (Mnet, 2008)
- Let's Go Dream Team! Season 2 (KBS, 2009)
- Music Bank (KBS, 2009–2010)
- Running Man (SBS, 2010–2011)
- I'm Real: Song Joong-ki (QTV, 2011)

## Bücher
- Beautiful Skin Project (2010)

## Awards und Nominierungen
| Jahr | Award                      | Kategorie                       | Nominierter Titel    | Resultat  | Ref           |
| ---- | -------------------------- | ------------------------------- | -------------------- | --------- | ------------- |
| 2010 | Asia Model Festival Awards | Fashionista Award               | Song Joong-ki        | Gewonnen  |               |
| 2010 | KBS Drama Awards           | Popularity Award                | Sungkyunkwan Scandal | Gewonnen  |               |
| 2010 | KBS Drama Awards           | Best Couple Award mit Yoo Ah-in | Sungkyunkwan Scandal | Gewonnen  |               |
| 2010 | SBS Entertainment Awards   | Variety New Star Award          | Running Man          | Gewonnen  |               |
| 2010 | Style Icon Awards          | New Style Icon (Schauspieler)   | Song Joong-ki        | Gewonnen  |               |
| 2011 | SBS Drama Awards           | Producer's Award (Schauspieler) | Deep Rooted Tree     | Gewonnen  |               |
| 2012 | Mnet 20's Choice Awards    | 20′s Drama Star (männlich)      | Deep Rooted Tree     | Nominiert | [ 10 ] [ 11 ] |